# Mitsubishi Space Star
Mitsubishi Space Star — субкомпактвэн компании Mitsubishi, выпускавшийся с 1998 по 2005 год на заводе NedCar в Нидерландах. Space Star создан на одной платформе с Mitsubishi Carisma и Volvo S40/V40.

## История модели
Премьера Space Star состоялась в 1998 году на Женевском автосалоне.

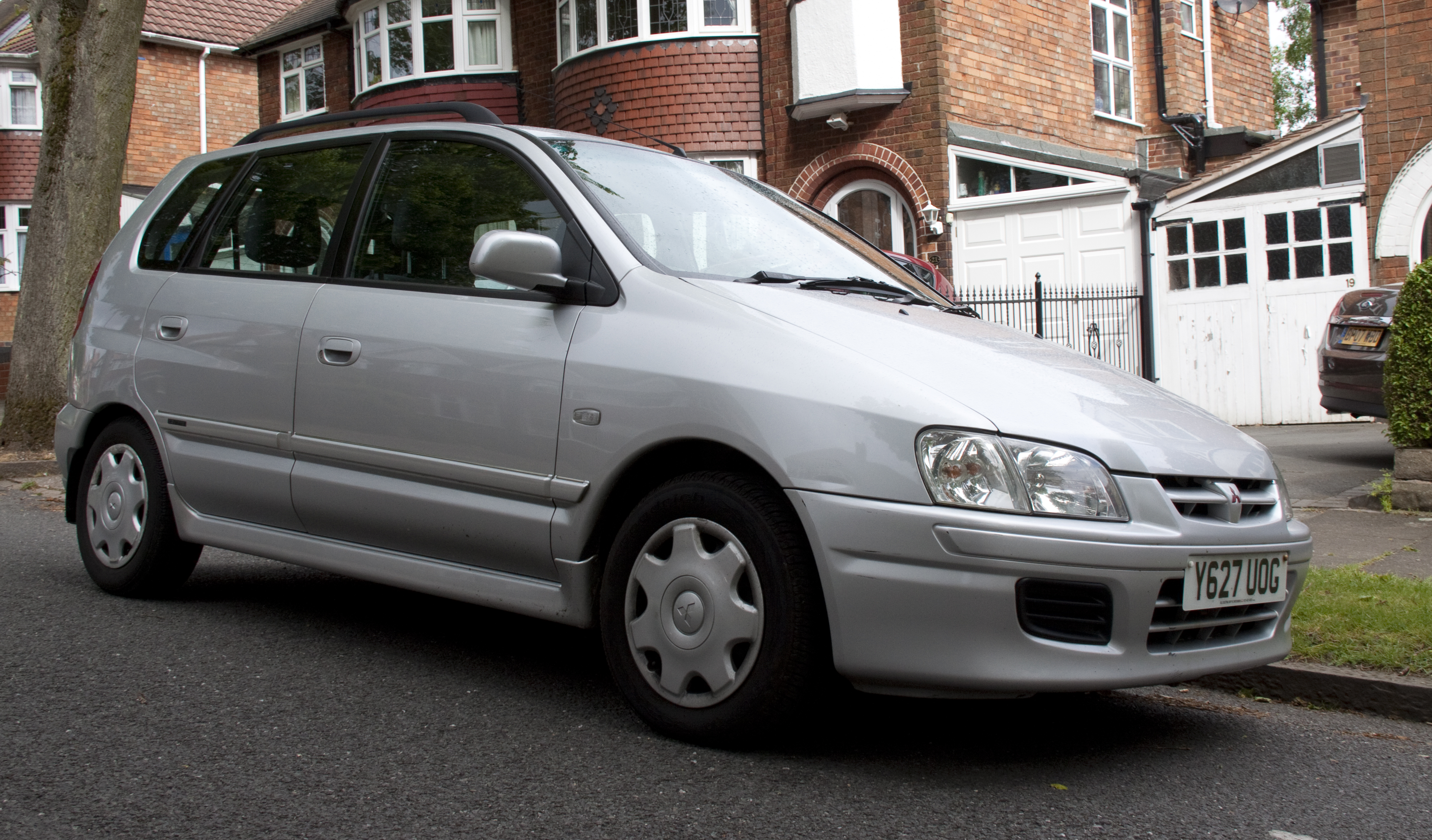
Mitsubishi Space Star до рестайлинга

В 2002 году Space Star был обновлен. Автомобиль получил новую оптику: сборки из фары и указателя поворота были заменены на единую блок-фару, на задних фонарях появились выштамповки. Изменилась форма переднего бампера, решетка радиатора и противотуманные фары. Цвет фирменного значка был изменен с красного на серебристый.
На Space Star устанавливали бензиновые двигатели объёмом 1.3 л. (80 — 86 л/с), 1.6 л.(98 л/с), 1.8 л. (112 л/с) и 1.8 л. GDI (121 л/с). Линейка дизельных двигателей состояла из 1.9 литрового DI-D (101 л/с) доступного с 2002 года и 1.9 л. DI-D S (115 л/с) с 2003 года. Все двигатели были рядными четырёхцилиндровыми.
В 2008 году модель Mitsubishi Space Star заняла 10 место в рейтинге надежности автомобилей с пробегом немецкого журнала ADAC.

## Безопасность
В 2001 году Space Star был подвергнут краш-тесту по методике EuroNCAP, получив три звезды за безопасность взрослых пассажиров и две за безопасность пешеходов.
| Euro NCAP                                                             | Euro NCAP | Euro NCAP | Euro NCAP |
| --------------------------------------------------------------------- | --------- | --------- | --------- |
| Рейтинги                                                              | Пассажир  |           | 20        |
| Рейтинги                                                              | Пешеход   |           | 14        |
| Протестированная модель: Mitsubishi Space Star 1,3 Family, LHD (2001) |           |           |           |

## Производство и продажи
| Год  | Произведено | Продано |
| ---- | ----------- | ------- |
| 1998 | 13,645      | n/a     |
| 1999 | 58,871      | n/a     |
| 2000 | 30,116      | 38,164  |
| 2001 | 44,908      | 42,987  |
| 2002 | 46,824      | 44,957  |
| 2003 | 40,807      | 42,392  |
| 2004 | 24,315      | 30,584  |
| 2005 | -           | 10,193  |
| 2006 | -           | 612     |

(Источник: Facts & Figures 2000, Facts & Figures 2005, Facts & Figures 2007, сайт Mitsubishi Motors)

## Mitsubishi Mirage
Mitsubishi Mirage шестого поколения, выпуск которого начался в 2012 году, в ряде Европейских стран получил название Mitsubishi Space Star.